# Ното (Ісікава)

37°18′24″ пн. ш. 137°9′0″ сх. д. / 37.30667° пн. ш. 137.15000° сх. д.
Но́то (яп. 能登町, のとちょう, МФА: [noto t͡ɕoː]) — містечко в Японії, в повіті Хосу префектури Ісікава. Станом на 1 квітня 2009 площа містечка становила 273,46 км². Станом на 1 липня 2011 населення містечка становило 19 211 осіб.